# Mieming
Mieming je obec v Rakousku ve spolkové zemi Tyrolsko v okrese Imst.
Žije zde přibližně 3 800 obyvatel.

## Geografie

### Poloha
Mieming se nachází uprostřed Miemingské náhorní plošiny nad údolím Oberinntalu, na úpatí Miemingských hor. K území obce patří také malá část údolí Gaistal odbočující z Leutaschu, která se nachází již za řetězcem Mieminger. Mieming tak na severu sousedí se státní hranicí s Německem. Jižní hranice obce prochází středem řeky Inn.
Díky klimaticky příznivé poloze, která je i v zimě velmi slunečná, blízkosti tržního města Telfs a dobrému napojení na inntálskou dálnici A12 zažívá Mieming výrazný růst osídlení; čtvrti Barwies a Obermieming se prakticky srostly a dynamicky se rozvíjejí i osady Weidach a Untermieming. Především se do Innsbrucku stěhuje stále více mladých párů, které sem dojíždějí.
Rozloha obce je 50,4 km², z toho 13,0 % připadá na zemědělskou půdu,1,8 % na zahrady, 4,8 % tvoří alpské louky, 34,7 % pokrývají lesy a 34,7 % vysokohorské oblasti. Z celkové rozlohy je 20,8 % území osídleno.

### Části obce
Území obce zahrnuje následující čtyři lokality (v závorce je uveden počet obyvatel k 1. lednu 2021) s přidruženými obcemi:
- Barwies (1110)
  - Freundsheim
  - Fronhausen
  - Krebsbach
  - Lärchet
  - Zirchbichl
- Obermieming (1570)
  - Lehnsteig

- See (524)
  - Tabland
  - Weidach
  - Zein
  - See
- Untermieming (624)
  - Fiecht
  - Untermieming

### Sousední obce
Obec sousedí s obcemi
| Ehrwald           | Garmisch-Partenkirchen (Německo) |                     |
| Biberwier Obsteig |                                  | Wildermieming Telfs |
| Mötz              | Stams                            | Rietz               |

## Historie
Počátky osídlení oblasti, kde se dnes nachází Mieming, sahají do roku 15 př. n. l., kdy Římané dobyli údolí řeky Inn a připojili je ke své provincii Rhaetia. Stopy po tomto osídlení však dodnes chybí, i když lze předpokládat, že se zde nějací lidé usadili. Lze také předpokládat, že existovalo spojení mezi cestou Via Claudia Augusta, která vedla přes Fernpass do Augsburgu, a cestou z Veldideny přes Scharnitz do Augsburgu, která vedla přes dnešní Mieming.
Po zániku Římské říše v roce 476 n. l. se Tyrolsko stalo součástí Vizigótské říše a Bavoři se pokojně stěhovali do oblasti osídlení. I když přesné datum osídlení Bavory není známo, je jisté, že Mieming rozhodně patří do starých bavorských sídelních oblastí.
První písemná zmínka pochází z roku 1071, kde je "Mieminga" poprvé zmíněna mezi ostatními majetky v nadačním seznamu augsburského kolegiátního kláštera svaté Gertrudy. Název s typickou bavorskou příponou -ing se vztahuje k původnímu osadníkovi jménem Miemo.

## Znak
Blason: V děleném bílo-červeném štítě v bílém poli jalovcová ratolest.
Obecní znak, udělený v roce 1953, znázorňuje tyrolské národní barvy s bílou a červenou. Jalovcová větev odkazuje na skutečnost, že tato rostlina je rozšířená v oblasti Miemingeru, což je zmíněno již v tyrolské zemské říkance z roku 1558.

## Partnerská města
- Limas, Francie